# راي كومفورت
راي كومفورت (بالإنجليزية: Ray Comfort)‏ وهو مبشر نيوزلندي مسيحي إنجيلي ولد في 5 ديسمبر 1949 في نيوزيلندا وقد ولد من أم يهودية وأب ميثودي ملحدين وعند شبابه اعتنق المسيحية وهو حالياً يقدم برنامج طريق الرب في بيلفلاوير، لوس أنجليس، كاليفورنيا في الولايات المتحدة وقد ألف عدة كتب عن المسيحية.

## روابط خارجية
- راي كومفورت على موقع IMDb (الإنجليزية)
- راي كومفورت على موقع ميوزك برينز (الإنجليزية)
- راي كومفورت على موقع أول موفي (الإنجليزية)
- راي كومفورت على موقع ديسكوغز (الإنجليزية)
- راي كومفورت على موقع قاعدة بيانات الفيلم (الإنجليزية)
- راي كومفورت على موقع كينوبويسك (الروسية)